# Pelagogonium oculatum
Pelagogonium oculatum is een pissebed uit de familie Paramunnidae. De wetenschappelijke naam van de soort is voor het eerst geldig gepubliceerd in 1977 door Leonard Peter Schultz.